# Hashimoto
Hashimoto (Japans: 橋本市, Hashimoto-shi) is een stad in de prefectuur Wakayama.
Op 1 maart 2008 had de stad 67.494  inwoners.  De bevolkingsdichtheid bedraagt 518 km².  De oppervlakte van de stad is 130,24 km². Hashimoto werd gesticht op 1 januari 1955. 

## Fusies
Op 1 maart 2006 werd de gemeente Koyaguchi van het  District Ito opgeslorpt door de stad Hashimoto.

## Verkeer
- JR West: Wakayama-lijn
  - Station Koyaguchi
  - Station Kii-Yamada
  - Hashimoto
  - Shimohyogo
  - Station Suda